# Dorodotes
Dorodotes is een geslacht van kreeftachtigen uit de klasse van de Malacostraca (hogere kreeftachtigen).

## Soort
- Dorodotes reflexus Spence Bate, 1888